# Ви-ди-Жоли-Виллаж
Ви-ди-Жоли-Виллаж (фр. Wy-dit-Joli-Village) — муниципалитет во Франции, в регионе Иль-де-Франс, департамент Валь-д'Уаз. Население — 307 человек (1999).
Муниципалитет расположен на расстоянии около 50 км северо-западнее Парижа, 19 км северо-западнее Сержи.

## Демография
Динамика населения (Cassini и INSEE ):